# フィッツヒュー・リー
フィッツヒュー・リー（英: Fitzhugh Lee、1835年11月19日-1905年4月18日）は、ロバート・E・リーの甥であり、南北戦争では南軍の騎兵将軍だった。バージニア州知事、外交官および米西戦争でアメリカ陸軍の将軍を務めた。

## 初期の経歴
リーはバージニア州フェアファックス郡の「クレモント」で生まれた。"ライトホース・ハリー"・リーの孫であり、ロバート・E・リーの甥だった。父はシドニー・スミス・リーであり、日本に航海したペリー提督の下で艦長を務めており、後に海軍准将になった。母アンナ・マリアはバージニア権利章典の起草者ジョージ・メイソンの孫娘であり、アメリカ合衆国上院議員ジェイムズ・マレイ・メイソンの姉妹だった。リーは1856年に陸軍士官学校を卒業し、アルバート・ジョンストン大佐が指揮する第2アメリカ騎兵連隊の少尉に任官された。叔父のロバート・E・リーはその連隊の中佐だった。リーは騎兵士官としてテキサス州でコマンチ族に対する戦闘における勇敢な行動で頭角を現し、1859年、テキサスのネスカトゥンガにおける戦闘で重傷を負った。1860年5月、ウェストポイント（陸軍士官学校）の騎兵教官に指名されたが、バージニア州がアメリカ合衆国から脱退したので、その職を辞した。

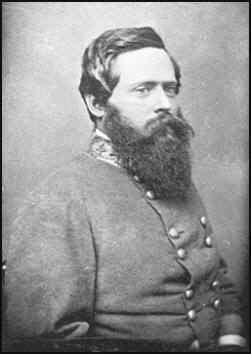
南北戦争の時のリー将軍

## 南北戦争
リーは騎兵中尉として南軍に加わり、初めは第一次ブルランの戦いの時に、リチャード・イーウェル准将の参謀士官になった。1861年8月に第1バージニア騎兵連隊の中佐に昇進し、J・E・B・スチュアート大佐の下に仕えた。リーは1862年3月に連隊の大佐となり、7月24日には准将に昇進した。北バージニア方面作戦の時に、騎兵を集中させるのに遅れて到着し、北軍の騎兵隊がスチュアートの作戦本部を襲撃して、その有名な羽飾り付きの帽子とマントを取るのを許してしまったことで悪評を買った。しかし、その後に南軍がカトレツ駅を襲撃した時に北軍作戦本部のテントを奪い、ジョン・ポープ少将の制服を捕獲した。リーはスチュアートが失くした帽子の埋め合わせにポープの上着を渡した。
リーは1862年のメリーランド方面作戦で活躍し、サウス山の戦いから撤退する南軍歩兵隊を遮蔽し、アンティータムの戦いの前にシャープスバーグへ向かう北軍の進行を遅らせ、アンティータムの後でポトマック川を越えてバージニア州に戻る時も南軍を遮蔽した。1863年3月17日、ケリーズフォードの戦いにおける騎兵戦でもうまく戦い、その400名の部隊で150名の北軍兵士と馬を捕獲し、自隊の損失は14名に留めた。1863年5月、チャンセラーズヴィルの戦いではリーの偵察によって北軍右側面に「空白」があることを発見し、リーの騎兵隊が先導したストーンウォール・ジャクソン少将の側面攻撃を成功に導いた。
チャンセラーズヴィルの後で、リーは猛烈なリューマチで行動できなくなり、重要な騎兵戦となったブランディ・ステーションの戦いを含み1ヶ月間戦闘に出られなかった。ゲティスバーグ方面作戦の初期段階でスチュアートの行った北軍周辺の乗り回しには間に合って1個旅団を率い、カーライルの戦いでは重要な功績を挙げた。ゲティスバーグの戦いでは、現在「東騎兵戦場」と呼ばれる所で騎兵戦を戦ったがうまくいかなかった。スチュアートの報告書ではその指揮下でリー以外の士官には見るべきところが無かったと指摘しており、リーに付いては「この大陸でも最も洗練された騎兵指揮官の一人であり、十分に昇進に値する」とされていた。リーは1863年8月3日に少将に昇進した。
1864年のオーバーランド方面作戦とピーターズバーグ包囲戦では、スチュアートの下で常に師団長を務め、スチュアートの死後はウェイド・ハンプトン少将に仕えた。ハンプトンはこの戦争の大半でリーと行動を共にした僚友であり、軍歴とその経験の豊かさによってスチュアートの後釜に昇格した。当時周りで見ていた者はロバート・E・リーの甥がその役割を受けるものと皮肉を交えて予測する者がいた。
ジュバル・アーリー中将が行った1864年のバレー方面作戦にリーも参加し、北軍フィリップ・シェリダン少将に対抗した。9月19日のオペクォンの戦いでは、乗っていた馬が3頭も打たれ、リーも重傷を負った。ハンプトン将軍がノースカロライナ州のジョセフ・ジョンストン将軍を支援するために派遣されたとき、ロバート・E・リー軍の騎兵隊全軍指揮は1865年3月29日にリーに委ねられたが、それに続く作戦行動では直ぐにアポマトックス・コートハウスでの南軍降伏となった。リー自身は4月9日のファームビルで南軍最後の突撃を率いた。

## 戦後

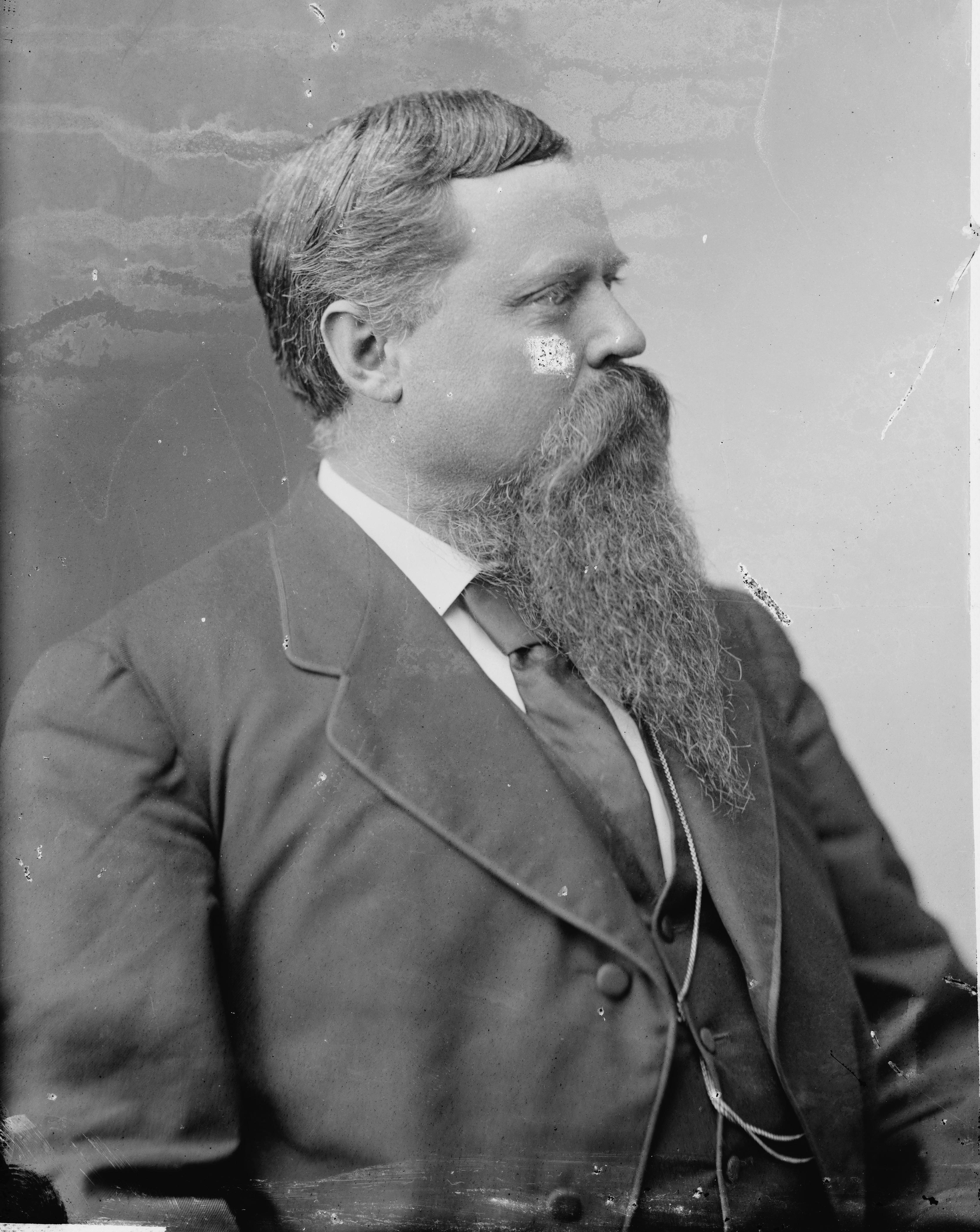
戦後のリー

戦後、リーはバージニア州スタッフォード郡で農業に注力し、また戦争に関する問題を最終的に落ち着かせるものと見なしていた南部人を和解させる行動で異彩を放った。1875年、ボストンで開かれたバンカーヒルの戦い100周年記念式典に出席し、注目される演説を行った。1885年、ウェストポイント観光委員会の委員となり、1886年から1890年はバージニア州知事を務めた。
1889年および1893年のグロバー・クリーブランド大統領の就任パレードでは、リーが第3師団を指揮した。
1896年4月、リーはクリーブランド大統領からハバナの総領事に指名された。この任務は通常の領事の任務である外交的なものに軍事的性格が付け加えられていた。この職にあるとき（ウィリアム・マッキンリー大統領によって1898年まで延長された）、戦艦USSメインの破壊を頂点とする大きく困難な事態を取り扱うことを求められた。スペインとアメリカ合衆国の間に戦争が布告されると、リーは軍隊に再入隊した。リーは3人の元南軍将官の一人となり、志願兵の少将に任官された。リーは第7軍団を指揮したが、キューバでの実戦に関わることはなかった。1899年にはハバナとピナール・デル・リオの軍政府長官となり、その後のミズーリ方面軍指揮官を経て、1901年にアメリカ陸軍准将として退役した。1907年にハンプトン・ローズのスウェルズポイントで開催されたジェイムズタウン博覧会のための委員会では、リーが初期の指導者だった。
リーはワシントンD.C.で死に、リッチモンドのハリウッド墓地に埋葬されている。
リーの著書として、1894年に出版されたロバート・E・リーに関する『偉大な指揮官』シリーズ、および1899年に出版された『スペインに対するキューバの闘争』がある。